# FK Aktobe
Maillots
Actualités
Le Aktobe Fýtbol Klýby (en kazakh : Ақтөбе футбол клубы, transcription en français : Aqtöbe Foûtbol Kloûby), plus couramment abrégé en Aktobe FK, est un club kazakh de football fondé en 1967 et basé dans la ville d'Aktioubé.

## Historique
- 1967 : fondation du club sous le nom de Aktyubinsk Lento
- 1996 : le club est renommé Aktobemunai Lento
- 1997 : le club est renommé FK Aktobe
- 2000 : le club est renommé FK Aktobe Lento
- 2005 : le club est renommé FK Aktobe
- 2006 : 1re participation à une Coupe d'Europe (C1, saison 2006/07)
- 2019 : relégation en deuxième division

## Bilan sportif

### Palmarès
| Compétitions nationales | Compétitions internationales                    | |
| --- | ----------------------------------------------- | --- |
| \| - Championnat du Kazakhstan (5) : - Champion : 2005, 2007, 2008, 2009 et 2013. - Vice-champion : 2006, 2010, 2014 et 2022. - Coupe du Kazakhstan (2) : - Vainqueur : 2008 et 2024. - Finaliste : 1994 et 2014. \| \| - Supercoupe du Kazakhstan (3) : - Vainqueur : 2008, 2010 et 2014. - Championnat du Kazakhstan de deuxième division (2) : - Vainqueur : 2000 et 2020 (Conférence 1). \| | - Coupe de la CEI : - Finaliste : 2009 et 2010. | |
| - Championnat du Kazakhstan (5) : - Champion : 2005, 2007, 2008, 2009 et 2013. - Vice-champion : 2006, 2010, 2014 et 2022. - Coupe du Kazakhstan (2) : - Vainqueur : 2008 et 2024. - Finaliste : 1994 et 2014. |                                                 | - Supercoupe du Kazakhstan (3) : - Vainqueur : 2008, 2010 et 2014. - Championnat du Kazakhstan de deuxième division (2) : - Vainqueur : 2000 et 2020 (Conférence 1). |

### Classements en championnat
La frise ci-dessous résume les classements successifs du club en championnat d'Union soviétique.
La frise ci-dessous résume les classements successifs du club en championnat du Kazakhstan.

### Bilan par saison
Légende
- Vainqueur de la compétition
- Vice-champion ou finaliste de la compétition
- Troisième de la compétition
- Promotion en division supérieure
- Relégation en division inférieure

| Saison    | Championnat     | Championnat  | Championnat  | Championnat  | Championnat  | Championnat  | Championnat  | Championnat  | Championnat  | Championnat  | Coupe d'URSS          |
| Saison    | Division        | Pos          | Pts          | J            | V            | N            | D            | BP           | BC           | Diff         | Coupe d'URSS          |
| --------- | --------------- | ------------ | ------------ | ------------ | ------------ | ------------ | ------------ | ------------ | ------------ | ------------ | --------------------- |
| 1967      | 3e Russie 5     | 15e          | 28           | 36           | 8            | 12           | 16           | 34           | 55           | -21          | —                     |
| 1968      | 3e Kazakhstan   | 13e          | 35           | 40           | 11           | 13           | 16           | 29           | 48           | -19          | Huitièmes de finale Q |
| 1969      | 3e Kazakhstan   | 21e          | Abandon      | Abandon      | Abandon      | Abandon      | Abandon      | Abandon      | Abandon      | Abandon      | —                     |
| 1970-1975 | Club inactif    | Club inactif | Club inactif | Club inactif | Club inactif | Club inactif | Club inactif | Club inactif | Club inactif | Club inactif | Club inactif          |
| 1976      | 3e Zone 2       | 15e          | 37           | 40           | 13           | 11           | 16           | 32           | 39           | -7           | —                     |
| 1977      | 3e Zone 5       | 18e          | 35           | 40           | 13           | 9            | 18           | 46           | 50           | -4           | —                     |
| 1978      | 3e Zone 5       | 18e          | 36           | 44           | 15           | 6            | 23           | 41           | 66           | -25          | —                     |
| 1979      | 3e Zone 5       | 3e           | 56           | 46           | 24           | 8            | 14           | 79           | 44           | +35          | —                     |
| 1980      | 3e Zone 7       | 3e           | 55           | 38           | 26           | 3            | 9            | 68           | 27           | +41          | —                     |
| 1981      | 3e Zone 7       | 1er          | 60           | 36           | 28           | 4            | 4            | 75           | 23           | +52          | —                     |
| 1982      | 3e Zone 8       | 12e          | 33           | 36           | 11           | 11           | 14           | 31           | 39           | -8           | —                     |
| 1983      | 3e Zone 8       | 11e          | 29           | 32           | 13           | 3            | 16           | 31           | 40           | -9           | —                     |
| 1984      | 3e Zone 8       | 8e           | 30           | 32           | 11           | 8            | 13           | 32           | 35           | -3           | —                     |
| 1985      | 3e Zone 8       | 12e          | 37           | 40           | 16           | 5            | 19           | 49           | 51           | -2           | —                     |
| 1986      | 3e Zone 8       | 7e           | 30           | 28           | 13           | 4            | 11           | 28           | 29           | -1           | —                     |
| 1987      | 3e Zone 8       | 7e           | 32           | 28           | 14           | 4            | 10           | 35           | 27           | +8           | —                     |
| 1988      | 3e Zone 8       | 8e           | 37           | 32           | 16           | 5            | 11           | 33           | 30           | +3           | —                     |
| 1989      | 3e Zone 8       | 10e          | 34           | 34           | 13           | 8            | 13           | 35           | 34           | +1           | —                     |
| 1990      | 4e Zone 8       | 4e           | 51           | 36           | 23           | 5            | 8            | 70           | 19           | +51          | —                     |
| 1991      | 4e Zone 8       | 1er          | 59           | 36           | 26           | 7            | 3            | 63           | 23           | +40          | —                     |
| Saison    | Championnat     | Championnat  | Championnat  | Championnat  | Championnat  | Championnat  | Championnat  | Championnat  | Championnat  | Championnat  | Coupe du Kazakhstan   |
| Saison    | Division        | Pos          | Pts          | J            | V            | N            | D            | BP           | BC           | Diff         | Coupe du Kazakhstan   |
| 1992      | 1re             | 12e          | 40           | 34           | 9            | 13           | 12           | 29           | 36           | -7           | Huitièmes de finale   |
| 1993      | 1re             | 9e           | 61           | 46           | 16           | 13           | 17           | 60           | 55           | +5           | Seizièmes de finale   |
| 1994      | 1re             | 4e           | 55           | 30           | 15           | 10           | 5            | 45           | 23           | +22          | Finale                |
| 1995      | 1re             | 14e          | 32           | 30           | 9            | 5            | 16           | 26           | 45           | -19          | Huitièmes de finale   |
| 1996      | 1re             | 10e          | 45           | 34           | 13           | 6            | 15           | 42           | 48           | -6           | Huitièmes de finale   |
| 1997      | 1re             | 11e          | 15           | 26           | 4            | 3            | 19           | 16           | 56           | -40          | Huitièmes de finale   |
| 1998-1999 | Club inactif    | Club inactif | Club inactif | Club inactif | Club inactif | Club inactif | Club inactif | Club inactif | Club inactif | Club inactif | Club inactif          |
| 2000      | 2e              | 1er          | 24           | 11           | 8            | 0            | 3            | 20           | 6            | +14          | —                     |
| 2001      | 1re             | 8e           | 45           | 32           | 13           | 6            | 13           | 33           | 40           | -7           | Seizièmes de finale   |
| 2002      | 1re             | 5e           | 46           | 32           | 13           | 7            | 12           | 37           | 40           | -3           | Quarts de finale      |
| 2003      | 1re             | 5e           | 51           | 32           | 13           | 12           | 7            | 40           | 29           | +11          | Quarts de finale      |
| 2004      | 1re             | 4e           | 74           | 36           | 22           | 8            | 6            | 52           | 19           | +33          | Quarts de finale      |
| 2005      | 1re             | 1er          | 70           | 30           | 22           | 4            | 4            | 50           | 27           | +23          | Huitièmes de finale   |
| 2006      | 1re             | 2e           | 60           | 30           | 18           | 6            | 6            | 48           | 21           | +27          | Quarts de finale      |
| 2007      | 1re             | 1er          | 72           | 30           | 22           | 6            | 2            | 55           | 12           | +43          | Quarts de finale      |
| 2008      | 1re             | 1er          | 67           | 30           | 20           | 7            | 3            | 61           | 18           | +43          | Vainqueur             |
| 2009      | 1re             | 1er          | 65           | 26           | 21           | 2            | 3            | 65           | 19           | +46          | Demi-finales          |
| 2010      | 1re             | 2e           | 63           | 32           | 19           | 6            | 7            | 56           | 30           | +26          | Quarts de finale      |
| 2011      | 1re             | 3e           | 54           | 32           | 15           | 9            | 8            | 53           | 31           | +22          | Seizièmes de finale   |
| 2012      | 1re             | 3e           | 50           | 32           | 15           | 5            | 6            | 44           | 22           | +22          | Demi-finales          |
| 2013      | 1re             | 1er          | 66           | 32           | 20           | 6            | 6            | 46           | 22           | +24          | Demi-finales          |
| 2014      | 1re             | 2e           | 40           | 32           | 17           | 10           | 5            | 52           | 31           | +21          | Finale                |
| 2015      | 1re             | 3e           | 32           | 32           | 15           | 9            | 8            | 35           | 25           | +10          | Demi-finales          |
| 2016      | 1re             | 6e           | 36           | 32           | 9            | 9            | 14           | 37           | 52           | -15          | Huitièmes de finale   |
| 2017      | 1re             | 9e           | 33           | 33           | 8            | 9            | 16           | 38           | 46           | -8           | Quarts de finale      |
| 2018      | 1re             | 7e           | 42           | 33           | 13           | 9            | 11           | 51           | 47           | +4           | Huitièmes de finale   |
| 2019      | 1re             | 12e          | 15-12        | 33           | 7            | 6            | 20           | 35           | 75           | -40          | Huitièmes de finale   |
| 2020      | 2e Conférence 1 | 1er          | 29           | 12           | 9            | 2            | 1            | 23           | 4            | +19          | —                     |
| 2021      | 1re             | 7e           | 33           | 26           | 9            | 6            | 11           | 35           | 40           | -5           | Phase de groupes      |
| 2022      | 1re             | 2e           | 52           | 26           | 16           | 4            | 6            | 43           | 28           | +15          | Phase de groupes      |
| 2023      | 1re             | 3e           | 50           | 26           | 13           | 11           | 2            | 44           | 23           | +21          | Huitièmes de finale   |

### Bilan continental
Légende
- Victoire ou qualification pour le tour suivant
- Match nul
- Défaite ou élimination de la compétition

Note : dans les résultats ci-dessous, le score du club est toujours donné en premier.
| Saison    | Compétition             | Tour             | Club                  | Domicile | Extérieur | Total             |
| --------- | ----------------------- | ---------------- | --------------------- | -------- | --------- | ----------------- |
| 2006-2007 | Ligue des champions     | Premier tour Q   | Liepājas Metalurgs    | 1 - 1    | 0 - 1     | 1 - 2             |
| 2007-2008 | Coupe UEFA              | Premier tour Q   | SV Mattersburg        | 1 - 0    | 2 - 4     | 3 - 4             |
| 2008-2009 | Ligue des champions     | Premier tour Q   | Sheriff Tiraspol      | 1 - 0    | 0 - 4     | 1 - 4             |
| 2009-2010 | Ligue des champions     | Deuxième tour Q  | FH Hafnarfjörður      | 2 - 0    | 4 - 0     | 6 - 0             |
| 2009-2010 | Ligue des champions     | Troisième tour Q | Maccabi Haïfa         | 0 - 0    | 3 - 4     | 3 - 4             |
| 2009-2010 | Ligue Europa            | Barrages Q       | Werder Brême          | 0 - 2    | 3 - 6     | 3 - 8             |
| 2010-2011 | Ligue des champions     | Deuxième tour Q  | Olimpi Roustavi       | 2 - 0    | 1 - 1     | 3 - 1             |
| 2010-2011 | Ligue des champions     | Troisième tour Q | Hapoël Tel-Aviv       | 1 - 0    | 1 - 3     | 2 - 3             |
| 2010-2011 | Ligue Europa            | Barrages Q       | AZ Alkmaar            | 2 - 1    | 0 - 2     | 2 - 3             |
| 2011-2012 | Ligue Europa            | Deuxième tour Q  | Kecskeméti TE         | 0 - 0    | 1 - 1     | 1E - 1            |
| 2011-2012 | Ligue Europa            | Deuxième tour Q  | Alania Vladikavkaz    | 1 - 1 ap | 1 - 1     | 2 - 2 (2 - 4 tab) |
| 2012-2013 | Ligue Europa            | Premier tour Q   | Torpedo Koutaïssi     | 1 - 0    | 1 - 1     | 2 - 1             |
| 2012-2013 | Ligue Europa            | Deuxième tour Q  | Milsami Orhei         | 3 - 0    | 2 - 4     | 5 - 4             |
| 2012-2013 | Ligue Europa            | Troisième tour Q | KRC Genk              | 1 - 2    | 1 - 2     | 2 - 4             |
| 2013-2014 | Ligue Europa            | Premier tour Q   | Gandzasar Kapan       | 2 - 1    | 2 - 1     | 4 - 2             |
| 2013-2014 | Ligue Europa            | Deuxième tour Q  | IL Hødd               | 2 - 0    | 0 - 1     | 2 - 1             |
| 2013-2014 | Ligue Europa            | Troisième tour Q | Breiðablik Kópavogur  | 1 - 0    | 0 - 1 ap  | 1 - 1 (2 - 1 tab) |
| 2013-2014 | Ligue Europa            | Barrages Q       | Dynamo Kiev           | 2 - 3    | 1 - 5     | 3 - 8             |
| 2014-2015 | Ligue des champions     | Deuxième tour Q  | Dinamo Tbilissi       | 3 - 0    | 1 - 0     | 4 - 0             |
| 2014-2015 | Ligue des champions     | Troisième tour Q | Steaua Bucarest       | 2 - 2    | 1 - 2     | 3 - 4             |
| 2014-2015 | Ligue Europa            | Barrages Q       | Legia Varsovie        | 0 - 1    | 0 - 2     | 0 - 3             |
| 2015-2016 | Ligue Europa            | Premier tour Q   | Nõmme Kalju           | 0 - 1    | 0 - 0     | 0 - 1             |
| 2016-2017 | Ligue Europa            | Premier tour Q   | MTK Budapest          | 1 - 1    | 0 - 2     | 1 - 3             |
| 2023-2024 | Ligue Europa Conférence | Deuxième tour Q  | Torpedo Koutaïssi     | 1 - 2    | 4 - 1     | 5 - 3             |
| 2023-2024 | Ligue Europa Conférence | Troisième tour Q | Sepsi Sfântu Gheorghe | 0 - 1    | 1 - 1     | 1 - 2             |
| 2024-2025 | Ligue Conférence        | Premier tour Q   | FK Sarajevo           | 0 - 1    | 3 - 2 ap  | 3 - 3 (3 - 4 tab) |
| 2025-2026 | Ligue Europa            | Premier tour Q   | Legia Varsovie        | 0 - 1    | 0 - 1     | 0 - 2             |
| 2025-2026 | Ligue Conférence        | Deuxième tour Q  | Sparta Prague         | 2 - 1    | 0 - 4     | 2 - 5             |

## Personnalités du club

### Présidents du club
- Sagat Ensegenuly
- Samat Smakov

### Entraîneurs du club
La liste suivante présente les différents entraîneurs connus du club.
- Vladimir Nikitenko (janvier 1994–décembre 1994)
- Ravil Ramasanov (2001)
- Vladimir Lintchevski (2001-2002)
- Vakhid Masoudov (2003)
- Oleksandr Ichtchenko (2003-2004)
- Ravil Ramasanov (2004-2005)
- Vladimir Moukhanov (juillet 2006-décembre 2012)
- Vladimir Nikitenko (janvier 2013-juillet 2014)
- Vladimir Gazzaïev (juillet 2014-juillet 2015)
- Ioan Andone (juillet 2015-novembre 2015)
- Youri Outkoulbaïev (novembre 2015-décembre 2016)
- Ihor Rakhaïev (décembre 2016-mai 2017)
- Vladimir Moukhanov (mai 2017–décembre 2018)
- Aleksandr Sednyov (janvier 2019–décembre 2019)
- Vladimir Maminov (janvier 2020-février 2020)
- Alekseï Petrouchine (février 2020-septembre 2020)
- Vladimir Zelenovski (septembre 2020-janvier 2021)
- Alekseï Baga (en) (janvier 2021-mai 2021)
- Vladimir Zelenovski (mai 2021-juin 2021)
- Vakhid Masoudov (juin 2021-juillet 2021)
- Vladimir Moukhanov (août 2021-avril 2022)
- Andrei Karpovich (mai 2022-novembre 2023)
- Dmytro Parfenov (depuis décembre 2023)

## Logo du club

Ancien logo
Logo actuel